# Drosophila acelidota
Drosophila acelidota este o specie de muște din genul Drosophila, familia Drosophilidae, descrisă de Tsacas în anul 2004.
Este endemică în Camerun. Conform Catalogue of Life specia Drosophila acelidota nu are subspecii cunoscute.